# Gordon Goplen
Gordon Goplen (* 1. Mai 1964 in Saskatoon) ist ein ehemaliger kanadischer Eisschnellläufer.
Goplen nahm von 1986 bis 1990 an 11 Läufen im Eisschnelllauf-Weltcup teil und erreichte dabei im Februar 1989 in Innsbruck mit dem 20. Platz über 5000 m seine beste Platzierung in dieser Rennserie. Zudem belegte er bei der Mehrkampfweltmeisterschaft 1986 in Inzell den 34. Platz im Großen Vierkampf und bei den Olympischen Winterspielen 1988 in Calgary den 34. Platz über 5000 m sowie den 20. Rang über 10.000 m.

## Persönliche Bestleistungen
| Disziplin | Zeit         | Datum            | Ort     |
| --------- | ------------ | ---------------- | ------- |
| 500 m     | 38,67 s      | 28. Januar 1989  | Calgary |
| 1000 m    | 1:16,82 min  | 9. Dezember 1989 | Calgary |
| 1500 m    | 1:57,52 min  | 29. Januar 1989  | Calgary |
| 3000 m    | 4:08,28 min  | 3. März 1990     | Calgary |
| 5000 m    | 7:03,23 min  | 20. Januar 1988  | Calgary |
| 10.000 m  | 14:31,18 min | 13. Februar 1988 | Calgary |